# Laura Liswood
Laura Liswood, född 1950, är en amerikansk jurist. 
Hon är grundare och ordförande för Council of Women World Leaders. 